# Hamburg-Altona
Altona is het westelijkste district van de stad Hamburg in Duitsland op de rechteroever van de Elbe.
Tot Altona behoort ook het iets ten westen van de oude stad van die naam gelegen voormalige vissersdorp Ottensen.

## Geschiedenis
Altona werd gesticht in 1535 als vissersdorp. In 1664 ontving het stadsrechten van de hertog van Holstein, Frederik III van Denemarken. Deze wilde de succesvolle Hanzestad Hamburg beconcurreren.
In 1713, tijdens de Grote Noordse Oorlog, werd Altona door Zweedse soldaten systematisch in brand gestoken en geheel verwoest.
Tot 1864 was Altona een van de belangrijkste havensteden van het met de Deense kroon verbonden Sleeswijk-Holstein. Een spoorweg van station Hamburg-Altona naar Kiel werd geopend in 1844.
In 1867 werd Altona als gevolg van de Deens-Duitse oorlog van 1864 deel van Pruisen. In 1938 werd het bij de Groot-Hamburgwet opgenomen in de stad Hamburg. In ruil voor deze gebiedsafstand verkreeg Pruisen het tot dan toe zelfstandige Lübeck. 
Altona heeft tot en met het begin van de 20e eeuw gediend als toevluchtsoord voor mensen die in het naburige Hamburg niet werden getolereerd, zoals joden, aanhangers van kleine christelijke sekten, handwerkslieden die niet bij een gilde wilden of mochten horen, politieke dissidenten enz.

## Bezienswaardigheden
Een bijzondere straat is de Palmaille, die na 1995 in de oorspronkelijke staat van de 17e eeuw is heraangelegd. Het was oorspronkelijk een door bomen omzoomde speelbaan voor een balspel, evenals de Pall Mall te Londen en de Maliebaan in de stad Utrecht.
In Hamburg-Altona zijn nogal wat hoogteverschillen. Grote delen van het stadsgebied liggen op rivierduinen en op restanten van een stuwwal uit de laatste ijstijd tientallen meters boven het waterniveau van de Elbe.
Na de overstroming van 1976 is het daarbij beschadigd geraakte, monumentale gebouw van de visveiling (Fischauktionshalle)  gerestaureerd. Het bezit een exclusief restaurant. Grote ondernemingen gebruiken het gebouw voor exclusieve promotie- en marketingevenementen.

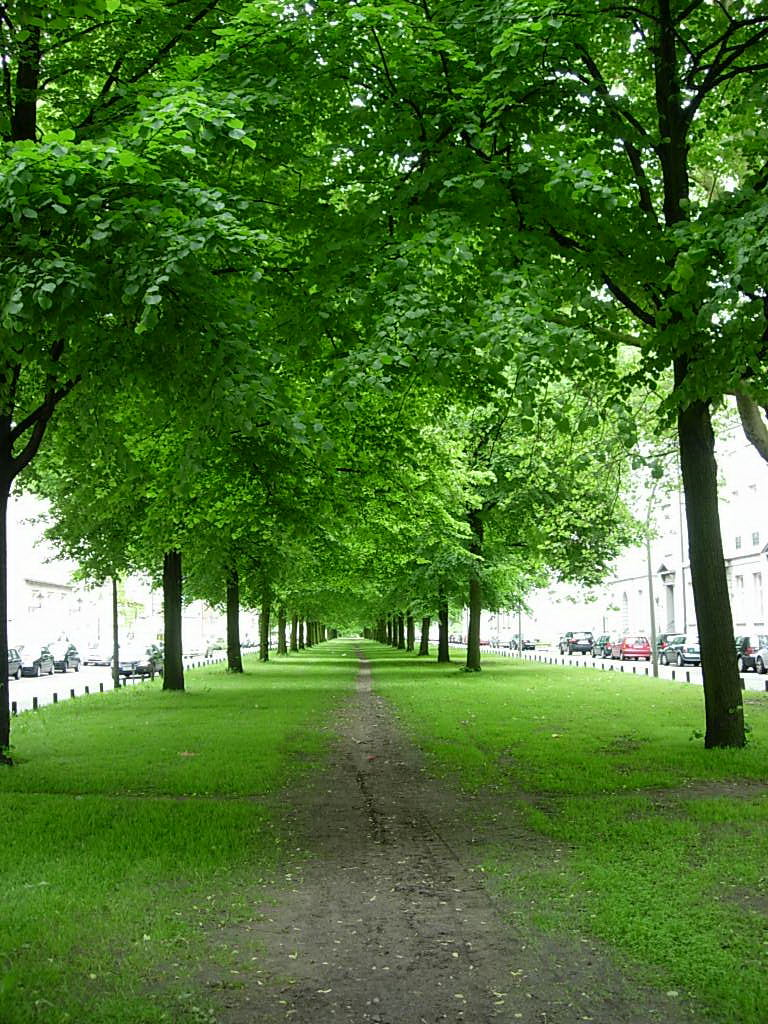
De Palmaille te Hamburg-Altona in 2005
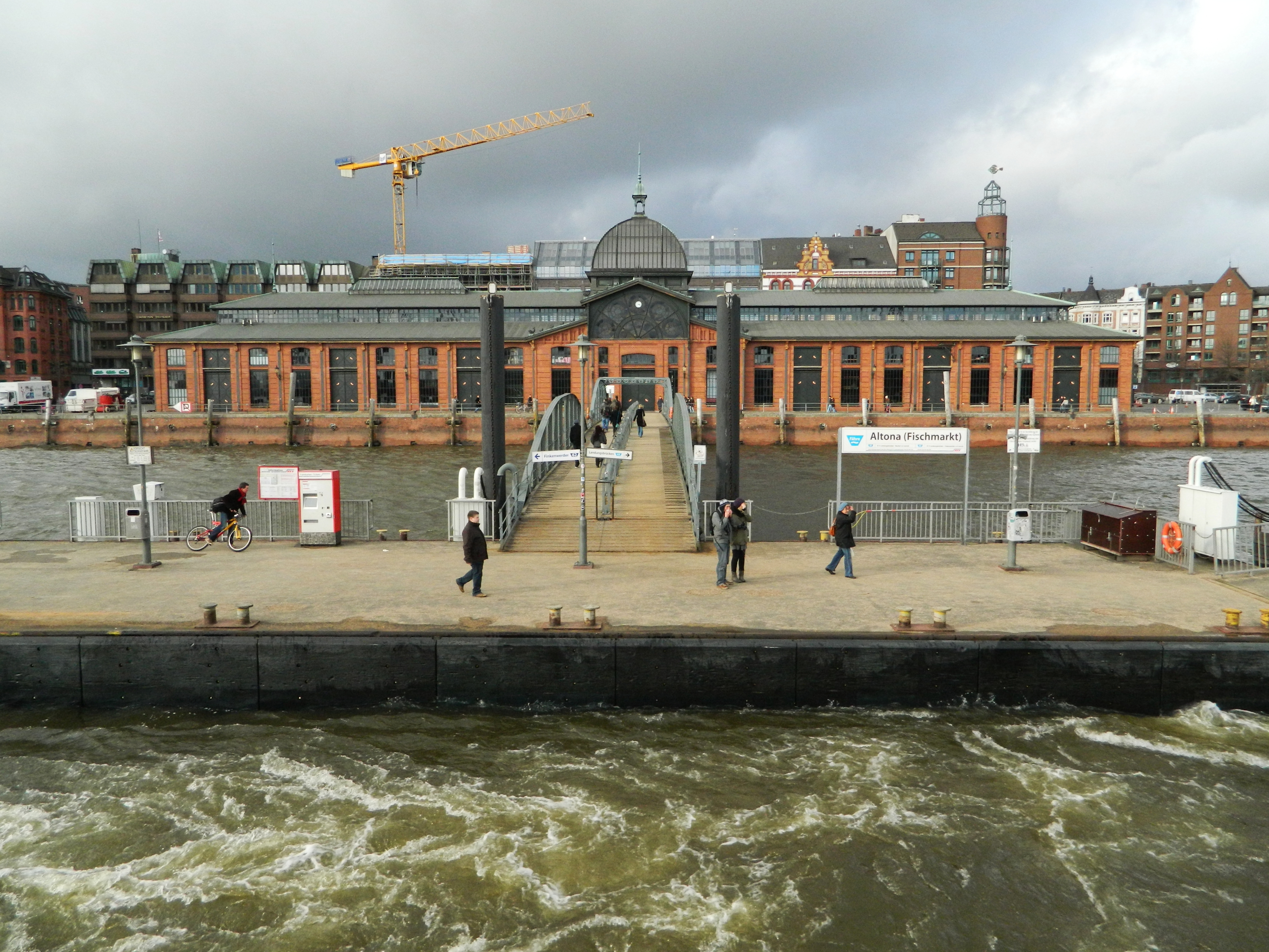
Fischauktionshalle (1895) aan de Elbe
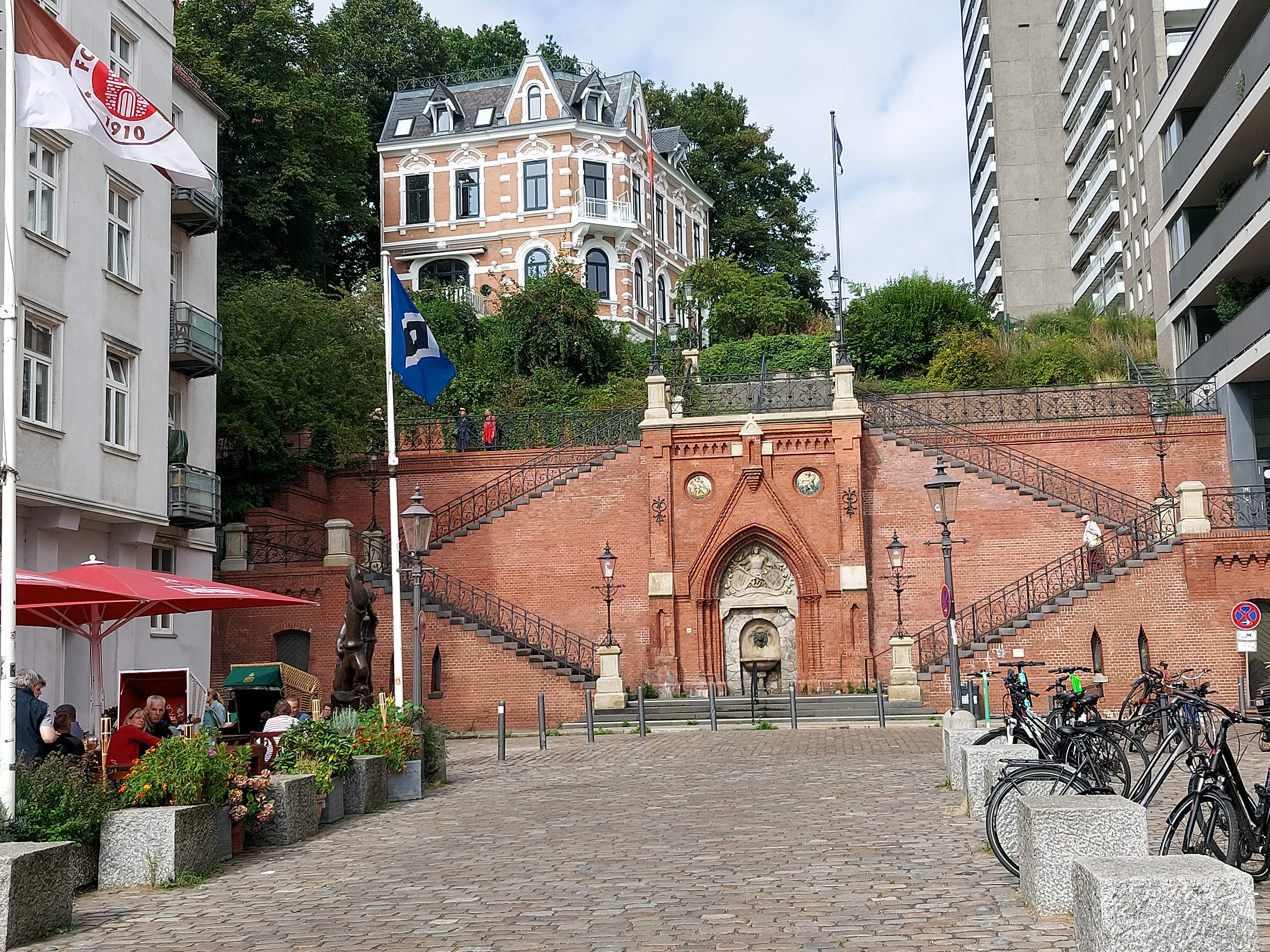
Köhlbrandtreppe (1887)

## Bekende inwoners van Altona

### Geboren
- Carl Reinecke (1824-1910), componist, dirigent en pianist
- Carlos Schwabe (1866-1926), Duits-Zwitsers kunstschilder en illustrator
- Hans Ehrenberg (1883-1958), predikant
- Celly de Rheydt (1889-1969), naaktdanseres
- Carl Borgward (1890-1963), autofabrikant
- Axel Springer (1912-1985), journalist en uitgever
- Gerd Heidemann (1931-2024), journalist
- Erik Jurgens (1935), Nederlands jurist en politicus
- Eric Maxim Choupo-Moting (1989), voetballer